# Phantom (film, 2015)
Pour les articles homonymes, voir Phantom.
Pour plus de détails, voir Fiche technique et Distribution.
Phantom est un film d'action indien, réalisé par Kabir Khan, sorti en 2015.

## Fiche technique
Sauf indication contraire, les informations mentionnées dans cette section peuvent être confirmées par la base de données cinématographiques IMDb,  présente dans la section « Liens externes ».
- Titre français : Phantom
- Réalisation : Kabir Khan
- Scénario : Kabir Khan, Parveez Sheikh, d'après l'histoire d'Hussain Zaidi
- Dialogues : Kabir Khan, Kausar Munir
- Direction artistique : Caroline Bailey, Sapna Chandra, Paul McCulloch, George Morris, Parijat Poddar, Kailash Sahu
- Décors : Paul McCulloch, Zeina Nawar, Sukant Panigrahy, Rajat Poddar
- Costumes : Subarna Ray Chaudhuri
- Son : Debasish Mishra
- Photographie : Aseem Mishra
- Montage : Aarif Sheikh
- Musique : Julius Packiam
- Production : Siddharth Roy Kapur, Aditya Singh
- Sociétés de production : Nadiadwala Grandson Entertainment, UTV Motion Pictures
- Sociétés de distribution : UTV Motion Pictures
- Société d'effets spéciaux : Future Effects, Prime Focus
- Budget de production : 7 500 000 $
- Pays d'origine :  Inde
- Langues : Hindi
- Format : Couleurs - 2,35:1 - DTS / Dolby Digital / SDDS - 35 mm
- Genre : Action, drame, thriller
- Durée : 136 minutes (2 h 16)
- Dates de sorties en salles :

 Inde : 24 août 2015
 Australie : 24 août 2015 (sortie limitée)
 États-Unis : 24 août 2015 (sortie limitée)
 Irlande : 24 août 2015

## Distribution
- Saif Ali Khan : Daniyal Khan
- Katrina Kaif : Nawaz Mistry[1]
- Mir Sarwar : Sajid Mir
- J. Brandon Hill : David Coleman Headley
- Shahnawaz Pradhan : Hariz Saeed
- Mohammed Zeeshan Ayyub : Samit Mishra
- Sabyasachi Chakrabarty : Roy
- Midat Sahab : Khalid
- Kaizaad Kotwal : l'ambassadeur pakistanais
- Mukul Nag : Qureshi
- Sumit Gulati : Shehzad